# Hermann von Schroedel-Siemau
Hermann Günther Alfons Heinrich Rudolf von Schroedel-Siemau (* 18. Mai 1931 in Halle (Saale); † 9. Dezember 2007 in Eckernförde) war ein deutscher Verleger.

## Herkunft
Hermann von Schroedel-Siemau entstammte einer 1912 geadelten Verlegerfamilie aus Halle (Saale). Sein Großvater, der Kommerzienrat Hermann Louis (von) Schroedel (1864–1943), erlangte kurz nach der Erhebung in den Adelsstand 1918 auch die Berechtigung, mit dem zusätzlichen Namensbestandteil Siemau auf den Familiensitz, das Schloss Untersiemau bei Coburg, hinzuweisen. Nach 1945 wurde unter dem Vater Joachim von Schroedel-Siemau (1901–1963) der Sitz des Schroedel-Verlags von Halle nach Hannover verlegt. Seine Mutter war Renate Freiin von Baillou (* 1904).

## Ausbildung
Schroedel-Siemau legte sein Abitur 1950 im Landschulheim Marquartstein ab, machte eine Ausbildung zum Verlagsbuchhändler bei Ferdinand Schöningh in Osnabrück und studierte Jura und Volkswirtschaft an den Universitäten Göttingen, Bonn und Münster. In Göttingen wurde er Mitglied des Corps Hannovera.

## Beruf
1961 trat er in den Schulbuch-Verlag Hermann Schroedel KG – dessen Wurzeln auf die 1792 gegründete Kümmelsche Sortiments- und Verlagsbuchhandlung zurückführen – der Familie ein und wurde 1963 dessen geschäftsführender Gesellschafter. Unter seiner Leitung entwickelte sich das Unternehmen bis 1981 zu einem der größten deutschen Schulbuch-Verlage mit besonderem Gewicht in den Fächern Deutsch, Mathematik und Naturwissenschaften. Mit einem Jahresumsatz von rund 180 Millionen DM war die Hermann Schroedel KG zeitweilig – nach dem wissenschaftlichen Springer Verlag – der größte Verlag in Deutschland.
1981 ging der Verlag mit einem Schuldenstand von 77 Mio. DM in die Insolvenz.
Anfang 1982 wurde der Verlag in die Verlagsgruppe Georg von Holtzbrinck überführt, die ihn unter dem neuen Verlagsleiter Werner Kugel (* 1933) als Schroedel Schulbuchverlag GmbH fortführte.

## Weiteres Engagement
Ab 1992 engagierte Hermann von Schroedel-Siemau sich erneut in seiner Heimatstadt Halle (Saale) und trat 1998 in den Ruhestand.
Hermann von Schroedel war bis 1981 Aufsichtsratsvorsitzender und Gründungsmitglied des Instituts für Bildungsmedien. Als Pfadfinder war er ein engagiertes Mitglied der deutschen Jugendbewegung und ein persönlicher Förderer von deren Einrichtungen auf der Burg Ludwigstein. Der Jugendaustausch zwischen Deutschland und Spanien, aber auch mit Finnland, beruhte besonders im Bereich des Segelns auf seiner Initiative und war mit einer von ihm als begeistertem Hochseesegler eingerichteten Segelschule in Fleckeby an der Schlei als Träger verbunden, die die notwendige Seemannschaft vermittelte.